# 艾玛·罗伯茨
艾瑪·蘿絲·羅勃茲（英語：Emma Rose Roberts，1991年2月10日—），美国女演员。知名作品有《全家就是米家》、《驚聲尖叫4》、《情人節快樂》、《玩命直播》、《美國恐怖故事》系列、《尖叫女王》等。

## 早期生活
羅勃茲生於紐約州萊茵貝克，父母是凱莉·康寧翰與演員艾力克·羅勃茲。當她還是小嬰兒時父母離異。由父方的婚姻來看，她是伊莉莎·羅勃茲的繼女，從母方來看，她是音樂家凱利·尼可斯的繼女。她有個同母異父的妹妹葛瑞絲。她父親那邊的祖母是演技教練貝蒂·羅·布萊德姆斯，而她的姑姑們是女演員茱莉亞·羅勃茲以及麗莎·羅勃茲·吉蘭。在她童年時，羅勃茲會在姑姑茱莉亞所演出電影的攝影棚消磨時間，這使得她想跟父親以及姑姑們一樣投入電影產業。但是她的母親原先想要她有個普通的童年生活。

## 職業生活

### 2001至2007年：出道與《一本正經》

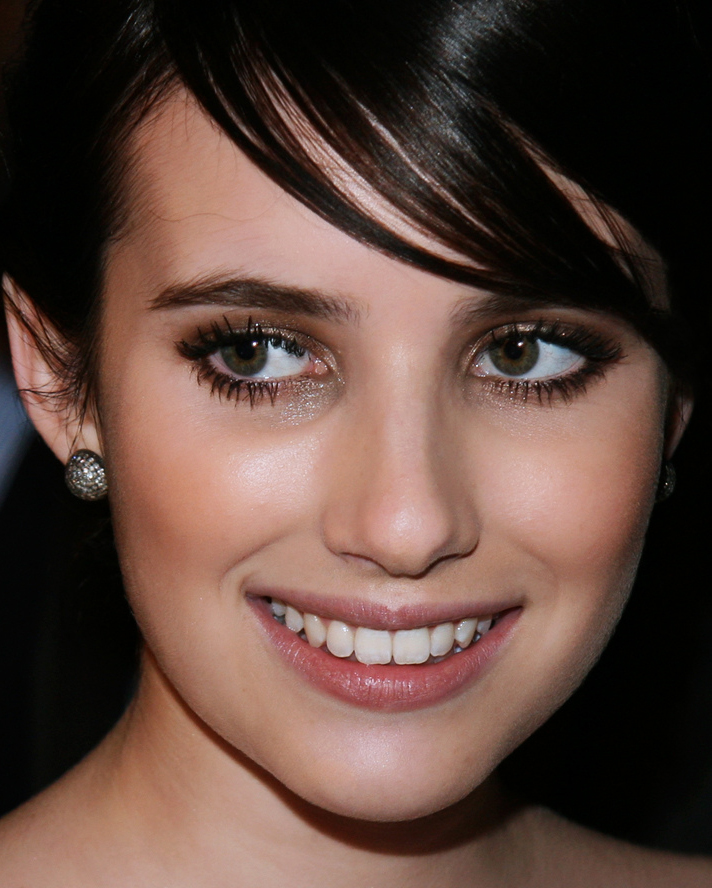
羅勃茲於2010年多倫多國際電影節

羅勃茲九歲時在泰德·戴米的2001年劇情片《一世狂野》初次登場，這是她所試鏡的第一部電影。在劇中她飾演克莉絲汀娜·晶，是強尼·戴普角色(古柯鹼走私人喬治·晶)的女兒。同年，她也在雷夫·提爾頓的十分鐘短片《bigLove》中演出角色, 也在她姑姑茱莉亞·羅勃茲演出的電影《美國甜心》中的幾個片段中不掛名客串。
羅勃茲之後在兩部家庭電影出現：她在2002年的《超級冠軍》飾演主角巴迪(雅各·費雪)的妹妹，以及在2003年的《威猩特務》飾演前秘密幹員麥克·穆金斯(克里斯·波特飾演)被綁架的女兒。《超級冠軍》在2004年8月上映。而《威猩特務》於2006年2月在加拿大上映並在2006年4月發行DVD。
2004年，她在尼可國際兒童頻道九月開始播出的影集《一本正經》中飾演主角艾蒂·辛格。這使羅勃茲獲得青少年選擇獎提名以及數個青年藝術家獎提名。影集描述七年級生艾蒂與她的兩個好朋友的故事，並播映了三季(2004-2007年)並推出包含《完美時刻》的電視電影。在2004年，羅勃茲在尼可國際兒童頻道影集《麻吉向前衝》客串演出其中一集。在《一本正經》之後，尼可國際兒童頻道考慮讓羅勃茲參與音樂事業。2006年，羅勃茲回歸大銀幕，與莎拉·派斯頓以及歌手JoJo一同演出 《人魚公主的愛情魔法》，使她獲得2007年青年藝術家獎最佳女配角獎。《人魚公主的愛情魔法》於上映首週票房排名第五並賺進八百萬美金。2006年初，羅勃茲結束《魔女南茜：星河謀殺案》的拍攝，電影於2007年7月15日上映，並在首映週賺進7百萬美元，但電影在影評人間評價不甚理想。羅勃茲原先將與《魔女南茜：星河謀殺案》導演安德魯·佛萊明在2007年回歸續集製作以及另外一部電影《Rodeo Gal》，但這些電影遭到取消。

### 2008至2012年：電影事業

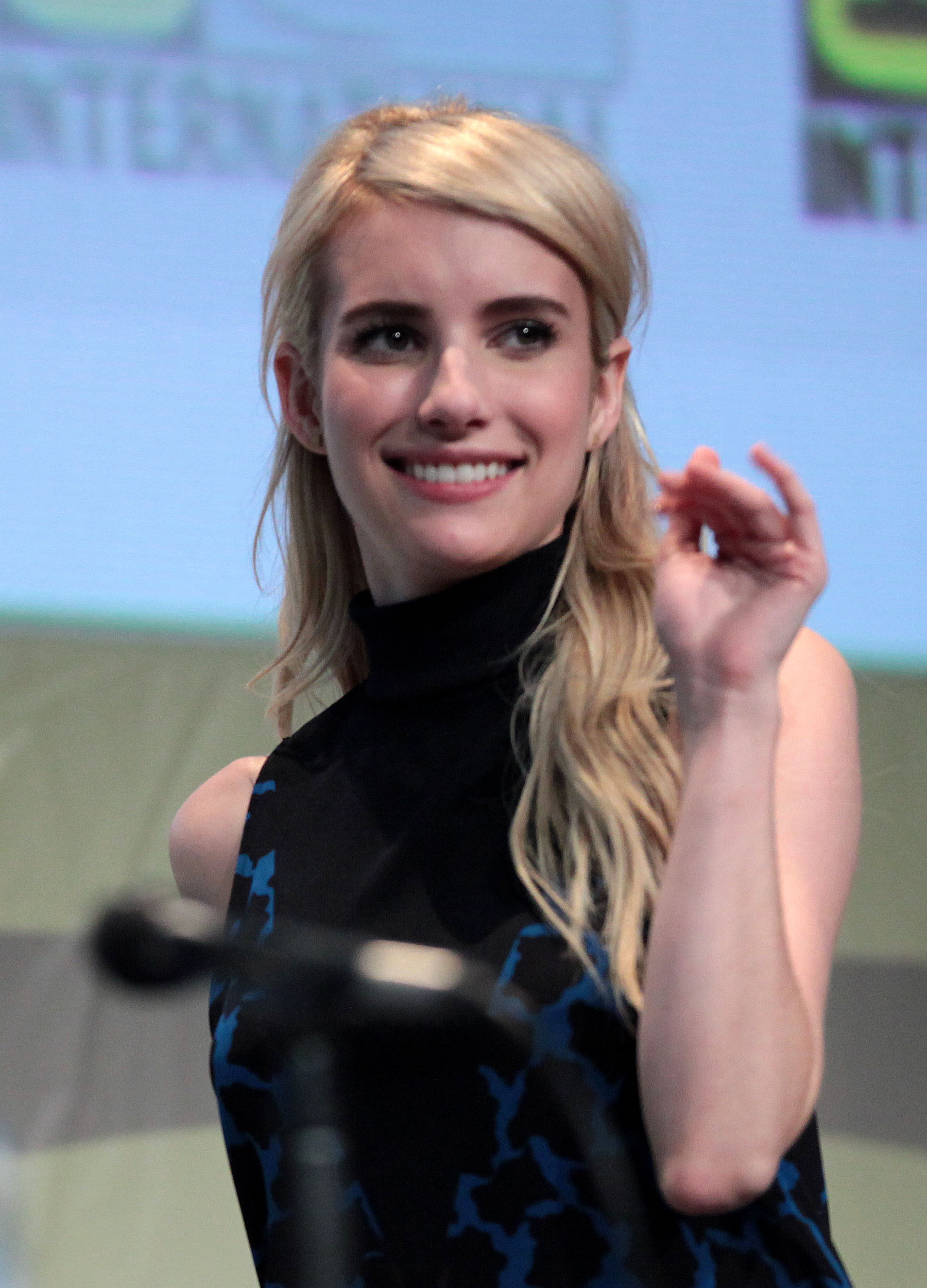
艾瑪·羅勃茲在聖地牙哥動漫展，2015年

2008年，她在英文版的《The Flight Before Christmas》為角色威瑪首次進行配音演出。2009年，羅勃茲與傑克·T·奧斯汀一同演出改編自露意絲·鄧肯小說的電影《狗狗旅館》。電影於2009年1月首映，並在首映周週以1千7百萬美元的票房位居票房第五名。該電影至今已賺進超越1億1400萬美元並得到多數影評人的混合評價。羅勃茲在電影《野蠻公主》中飾演主角，劇情講述一名來自加州馬里布的叛逆青少女被送去英國寄宿學校但的故事。羅勃茲描述她的角色是個「被送去英國寄宿學校的典型被寵壞小屁孩般的馬里布社交名媛」。羅勃茲也在獨立電影《萊姆生活》中與亞歷·鮑德溫一同出現，該電影於2008年多倫多國際影展首映。
2010年，羅勃茲在電影《情人節快樂》中飾演葛瑞絲，而她的姑姑茱莉亞·羅勃茲也有出現，但兩人並未在劇中碰面。同年她也出現在《花邊藥頭》與《說來有點可笑》。隔年，她在《Memoirs of a Teenage Amnesiac》演出。她也在浪漫喜劇片《彩繪愛情》中與 佛瑞迪·海默一同演出。2011年，她在衛斯·克萊文的電影《驚聲尖叫4》中飾演吉兒·羅伯茲。
2013年，羅勃茲與約翰·庫薩克以及伊凡·彼得斯一同演出《成人世界》。羅勃茲演出一名為了使收支平衡而在書店擔任店員的大學畢業生。她表示她大多數的台詞都是即興演出，所以她在劇中的反應完全都是真實的。她的表演受到安德魯·歐海爾以及《沙龍》網站的讚賞。《Village Voice》的史蒂芬妮·薩卡雷克讚美羅勃茲的表演「活潑且細心的調控」。羅勃茲在達斯汀·蘭斯·布萊克的電影《犀利小三》演出配角，該電影在延遲2年半後在2012年5月在幾家戲院限定上映。她之後出現於2012年電影《真愛Hold不住?!》飾演無好奇心的金髮歌手萊莉·班克斯並諧仿了如惡女凱莎等幾位流行歌手。羅勃茲在一個採訪中表示班克斯一角讓她想用劇中角色名作為另一名義推出歌曲專輯。

### 2013年至今：《尖叫女王》與《美國恐怖故事》

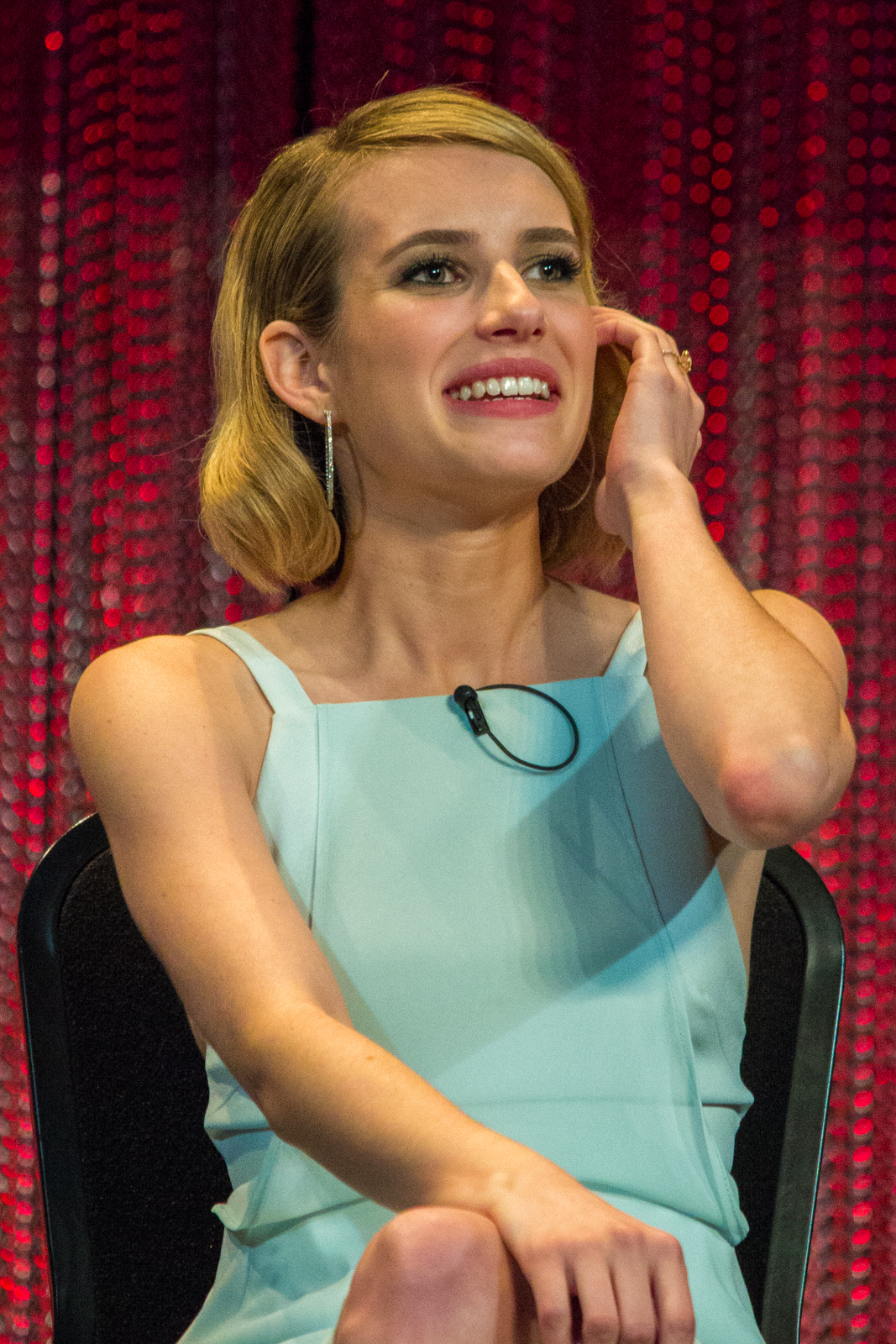
羅勃茲，2014年於佩利媒體中心宣傳《美國恐怖故事：女巫集會》

2013年2月7日，《好萊塢報導》確認羅勃茲將在福斯出品，改編自蘿倫·奧利佛所著同名小說的影集《妄愛》演出試播集，她飾演主角琳娜·哈勒威，但是福斯決定不製作該節目。羅勃茲之後與珍妮佛·安妮斯頓以及傑森·蘇戴西斯演出喜劇片《全家就是米家》。該作於2013年8月7日上映，並獲得影評人的混合評價以及財務上的成功，以預算3700萬美元賺進了超過2億6900萬美元的票房。她之後從2013年末至2014年1月在FX的恐怖影集《美國恐怖故事》第三季《美國恐怖故事：女巫集會》中出現。羅勃茲飾演一名自我中心的派對少女麥蒂森·蒙哥馬利，該角色是一名具有念動力的女巫。她之後在第四季《美國恐怖故事：畸形秀》演出占卜師瑪姬·艾絲莫瑞達。
羅勃茲在吉雅·柯波拉首次執導演筒並由詹姆斯·法蘭科的短篇故事集改編的作品《帕羅奧圖年少》演出主角。該電影在2014年5月上映，許多正面評論讚美羅勃茲的表演。《衛報》的湯姆·休恩與《帝國雜誌》伊恩·弗里爾 表示她在電影中「最為出色」，其中弗里爾更讚美她的表演是「如電影本身般心碎且隱含焦慮及渴望但沒有過度炒作」。羅勃茲後來與《帕羅奧圖年少》同劇演員納特·沃爾夫一同演出電影《Ashby》，在劇中飾演配角艾洛依絲。電影於2015年4月19日於在翠貝卡電影節進行世界首映，並於9月25日以有限上映及隨選視訊方式發行。
羅勃茲之後與琪兒蘭·席普卡出現在由奧斯古·柏金斯執導的恐怖片《厄月驚魂曲》 ，該片於2015年多倫多國際影展首映。
羅勃茲之後與麗婭·米雪兒以及潔美·李·寇蒂斯演出福斯的恐怖喜劇影集《尖叫女王》第一季並飾演主角香奈兒·歐柏林。該影集由《美國恐怖故事》製作人萊恩·墨菲和布萊德·法查克以及《歡樂合唱團》製作人伊恩·布倫南製作。她隔年在《尖叫女王》第二季繼續飾演該角色。在兩季播畢後該影集遭到取消。2016年，羅勃茲與戴夫·法蘭科一同主演獅門影業出品，改編自同名青少年小說的《玩命直播》。
2016年6月，人權戰線推出了一部獻給2016年奧蘭多夜店槍擊案受害者的影片，影片中羅勃茲與其他人一同講述在那裡被殺害的人們的故事。
2017年8月1日，萊恩·墨菲在個人的Instagram帳號宣布羅勃茲將回歸《美國恐怖故事》第七季《邪教》

## 音樂事業
2005年，羅勃茲推出了首張專輯《一本正經以及更多》，專輯經由哥倫比亞唱片公司以及尼克唱片公司於2005年9月27日發行，該專輯被視為羅勃茲演出的電視劇《一本正經》的原聲帶。專輯在《告示牌》雜誌最高獲得第46名的名次。

## 私人生活
2009年2月，羅勃茲成為露得清的品牌大使。羅勃茲也數次出現於《Teen Vogue》的最佳穿著名單，其中包括2007年6月、2008年9月、2008年12月以及2009年2月。
2011年9月，羅勃茲開始在莎拉·勞倫斯學院就讀，但2012年1月時她因為專注於工作合約而將自己的學業先放在一旁。

#### 感情生活
在2012年拍攝《成人世界》期間與演員伊凡·彼得斯開始交往。
彼得斯宣布他與羅勃茲於2013年3月訂婚。
2013年7月，兩人在蒙特婁的旅館發生爭執並互毆，羅勃茲打斷了彼得斯的鼻梁，還把他打得充滿咬痕，因此遭到警方逮捕，而彼得斯則因為羅勃茲身上沒有明顯傷痕而沒被逮捕。因彼得斯不願提告，羅勃茲在數小時後獲釋。兩人稱此事件是「一個不幸的意外以及誤解」，並表示兩人會「互相合作去克服它」。 
從2014年3月開始，彼得斯與羅勃茲處於一段分分合合的關係，2016年5月兩人宣佈解除婚約。同年8月兩人復合。
2017年1月，羅勃茲宣佈她與彼得斯再度訂婚。。2019年3月，確認兩人已再次分手和解除婚約。
自2019年起與演員蓋瑞特·荷德倫交往中，倆人的兒子在2020年出生

## 影視作品

### 電影
| 年份 | 中文片名                 | 原文片名                    | 角色                                          | 備註             |
| ---- | ------------------------ | --------------------------- | --------------------------------------------- | ---------------- |
| 2001 | 《一世狂野》             | Blow                        | 克莉絲汀娜·晶                                 |                  |
| 2001 | 《BigLove》              | BigLove                     | Delilah                                       | 短片             |
| 2002 | 《超級冠軍》             | Grand Champion              | Sister                                        |                  |
| 2003 | 《金剛歸來》             | Spymate                     | Amelia Muggins                                |                  |
| 2006 | 《人魚公主的愛情魔法》   | Aquamarine                  | Claire Brown                                  |                  |
| 2007 | 《魔女南茜：星河謀殺案》 | Nancy Drew                  | 南茜 ·茱兒 Nancy Drew                         | 主角             |
| 2008 | 《小馴鹿星空尋親》       | The Flight Before Christmas | Wilma                                         |                  |
| 2008 | 《野蠻公主》             | Wild Child                  | Poppy Moore                                   | 主角             |
| 2008 | 《莱姆生活》             | Lymelife                    | Adrianna Bragg                                |                  |
| 2009 | 《狗狗旅馆》             | Hotel for Dogs              | Andi                                          |                  |
| 2009 | 《榮譽之季》             | The Winning Season          | Abbie                                         |                  |
| 2010 | 《情人節快樂》           | Valentine's Day             | 葛瑞絲·史默 Grace Smart                       | [ 59 ]           |
| 2010 | 《花邊藥頭》             | Twelve                      | Molly Norton                                  |                  |
| 2010 | 《4,3,2,1》              | 4.3.2.1.                    | Joanne                                        |                  |
| 2010 | 《說來有點可笑》         | It's Kind of a Funny Story  | Noelle                                        |                  |
| 2010 | 《犀利小三》             | Virginia                    | Jessie Tipton                                 |                  |
| 2011 | 《驚聲尖叫4》            | Scream 4                    | 吉兒·羅伯茲 Jill Roberts                      |                  |
| 2011 | 《彩繪愛情》             | The Art of Getting By       | Sally Howe                                    | 主角             |
| 2012 | 《真愛Hold不住?!》       | Celeste and Jesse Forever   | 萊莉·班克斯 Riley Banks                       |                  |
| 2013 | 《帝國警戒》             | Empire State                | Nancy Michaelides                             |                  |
| 2013 | 《全家就是米家》         | We're the Millers           | 凱西·瑪西斯 Casey Matthis                     |                  |
| 2013 | 《成人世界》             | Adult World                 | Amy                                           |                  |
| 2013 | 《帕羅奧圖年少》         | Palo Alto                   | April May                                     |                  |
| 2015 | 《我，邁克爾》           | I Am Michael                | Rebekah Fuller                                |                  |
| 2015 | 《阿什比》               | Ashby                       | Eloise                                        |                  |
| 2016 | 《玩命直播》             | Nerve                       | 薇納絲「小薇」·德莫尼科 Venus "Vee" Delmonico | 主角             |
| 2017 | 《我們是誰？》           | Who We Are Now              | Jess                                          | 主角             |
| 2018 | 《億萬男孩俱樂部》       | Billionaire Boys Club       | 席妮.艾文斯 Sydney Evans                      | 主角             |
| 2018 | 《薄餅冤家》             | Little Italy                | Nicoletta "Nikki" Angioli                     |                  |
| 2019 | 《逃出天堂島》           | Paradise Hill               | 烏瑪 Uma                                      | 主角             |
| 2019 | 《醜娃娃大冒險》         | UglyDolls                   | 小怪頭 Wedgehead                              | 配音             |
| 2020 | 《獵逃生死戰》           | The Hunt                    | 瑜珈褲 Yoga Pants                             | 主角             |
| 2020 | 《佳節限定戀人》         | Holidate                    | 絲隆 Sloane Benson                            | 主角 Netflix電影 |
| 2022 | 《遺棄》                 | Abandoned                   | Sara Davis                                    | 主角             |
| 2022 | 《關於命運》             | About Fate                  | Margot Hayes                                  | 主角             |
| 2023 | 《婚姻拉警報》           | Maybe I Do                  | Michelle                                      | 配角             |
| 2024 | 《蜘蛛夫人》             | Madame Web                  | Mary Parker                                   | 客串             |

### 電視劇
| 年份      | 中文片名                   | 原文片名                          | 角色                               | 備註                     |
| --------- | -------------------------- | --------------------------------- | ---------------------------------- | ------------------------ |
| 2004–2007 | 《一本正经》               | Unfabulous                        | 艾蒂·辛格 Addie Singer             | 主角                     |
| 2004      | 《麻吉向前衝》             | Drake & Josh                      | 艾蒂·辛格 Addie Singer             | Episode: "Honor Council" |
| 2007      | 《比佛利拜金女》           | The Hills                         | 她自己 Herself                     |                          |
| 2010      | 《強納斯兄弟：洛城生活》   | Jonas                             | 她自己 Herself                     |                          |
| 2010      | 《飛哥與小佛》             | Take Two with Phineas and Ferb    | 她自己 Herself                     |                          |
| 2011      | 《家庭大改造》             | Extreme Makeover: Home Edition    | 她自己 Herself                     |                          |
| 2013      | 《蓋酷家庭》               | Family Guy                        | 亞曼達·貝林頓 Amanda Barrington    |                          |
| 2013      | 《美國恐怖故事：女巫集會》 | American Horror Story: Coven      | 麥蒂森·蒙哥馬利 Madison Montgomery | 主要角色                 |
| 2014      | 《美國恐怖故事：畸形秀》   | American Horror Story: Freak Show | 瑪姬·艾絲莫瑞達 Maggie Esmerelda   | 主要角色                 |
| 2014      | 《妄愛》                   | Delirium                          | 琳娜·哈勒威 Lena Haloway           | 僅播出試播集             |
| 2015      | 《尖叫女王》               | Scream Queens                     | 香奈兒·歐柏林 Chanel Oberlin       | 主要角色                 |
| 2017      | 《美國恐怖故事：邪教》     | American Horror Story: The Cult   | 瑟琳娜·貝琳達 Serina Belinda       | 客串角色                 |
| 2018      | 《美國恐怖故事：啟示錄》   | American Horror Story: Apocalypse | 麥蒂森·蒙哥馬利 Madison Montgomery | 主要角色                 |
| 2019      | 《美國恐怖故事：1984》     | American Horror Story: 1984       | 布魯克·湯普森 Brooke Thompson      | 主要角色                 |
| 2023      | 《美國恐怖故事：詭孕》     | American Horror Story: Delicate   | Anna Victoria Alcott               | 主要角色                 |

## 奖项
| 年份 | 奖项                 | 奖项类别                   | 作品                     | 结果 |
| ---- | -------------------- | -------------------------- | ------------------------ | ---- |
| 2005 | 青年艺术家奖         | 电视剧最佳女主角           | 《一本正经》             | 提名 |
| 2005 | 青年艺术家奖         | 电视剧优秀青年演员         | 《一本正经》             | 提名 |
| 2005 | 青少年选择奖         | 电视剧女演员突破奖         | 《一本正经》             | 提名 |
| 2005 | 儿童选择奖           | 最受欢迎的明星             | 《一本正经》             | 提名 |
| 2006 | 青少年选择奖         | 电视剧最佳青年乐团         | 《一本正经》             | 提名 |
| 2007 | 青少年选择奖         | 最佳电影青年配角           | 《人魚公主的愛情魔法》   | 獲獎 |
| 2007 | 青少年选择奖         | 最佳电视剧青年女演员       | 《一本正经》             | 提名 |
| 2007 | 全美影院协会         | 明日之星                   | 她自己                   | 獲獎 |
| 2007 | 儿童选择奖           | 最受欢迎的电视剧女演员     | 《一本正经》             | 提名 |
| 2007 | 青少年选择奖         | 电视剧最佳女演员           | 《一本正经》             | 提名 |
| 2007 | 青少年选择奖         | 电影女演员突破奖           | 《魔女南茜：星河謀殺案》 | 提名 |
| 2007 | 青少年选择奖         | 最佳电影女演员             | 《魔女南茜：星河謀殺案》 | 提名 |
| 2007 | 儿童选择奖           | 最受欢迎电影明星           | 《人魚公主的愛情魔法》   | 提名 |
| 2008 | 儿童选择奖           | 最受欢迎电视剧女演员       | 《一本正经》             | 提名 |
| 2008 | 青年艺术家奖         | 最佳电视剧青年女演员       | 《一本正经》             | 提名 |
| 2008 | 青年艺术家奖         | 电视剧最佳青年女演员表演奖 | 《一本正经》             | 提名 |
| 2008 | 青年艺术家奖         | 电影最佳青年女演员表演奖   | 《魔女南茜：星河謀殺案》 | 提名 |
| 2008 | 青年艺术家奖         | 电影最佳青年女演员表演奖   | 《魔女南茜：星河謀殺案》 | 提名 |
| 2008 | 儿童选择奖           | 最受欢迎电影明星           | 《魔女南茜：星河謀殺案》 | 提名 |
| 2010 | 青年艺术家奖         | 电影最佳青年女演员表演奖   | 《狗狗旅馆》             | 提名 |
| 2010 | 青少年选择奖         | 夏季电影女明星             | 《十二》                 | 提名 |
| 2011 | 青少年选择奖         | 浪漫喜剧最佳女演员         | 《家庭作业》             | 提名 |
| 2016 | 最喜愛新影集女演員獎 | 人民選擇獎                 | 《尖叫女王》             | 提名 |
| 2016 | 喜劇類女演員         | 青少年選擇獎               | 《尖叫女王》             | 提名 |